# Sumpfotblomfluga
Sumpfotblomfluga (Platycheirus scambus) är en tvåvingeart som först beskrevs av Rasmus Carl Staeger 1843.  Sumpfotblomfluga ingår i släktet fotblomflugor, och familjen blomflugor. Arten är reproducerande i Sverige. Inga underarter finns listade i Catalogue of Life.

## Bildgalleri

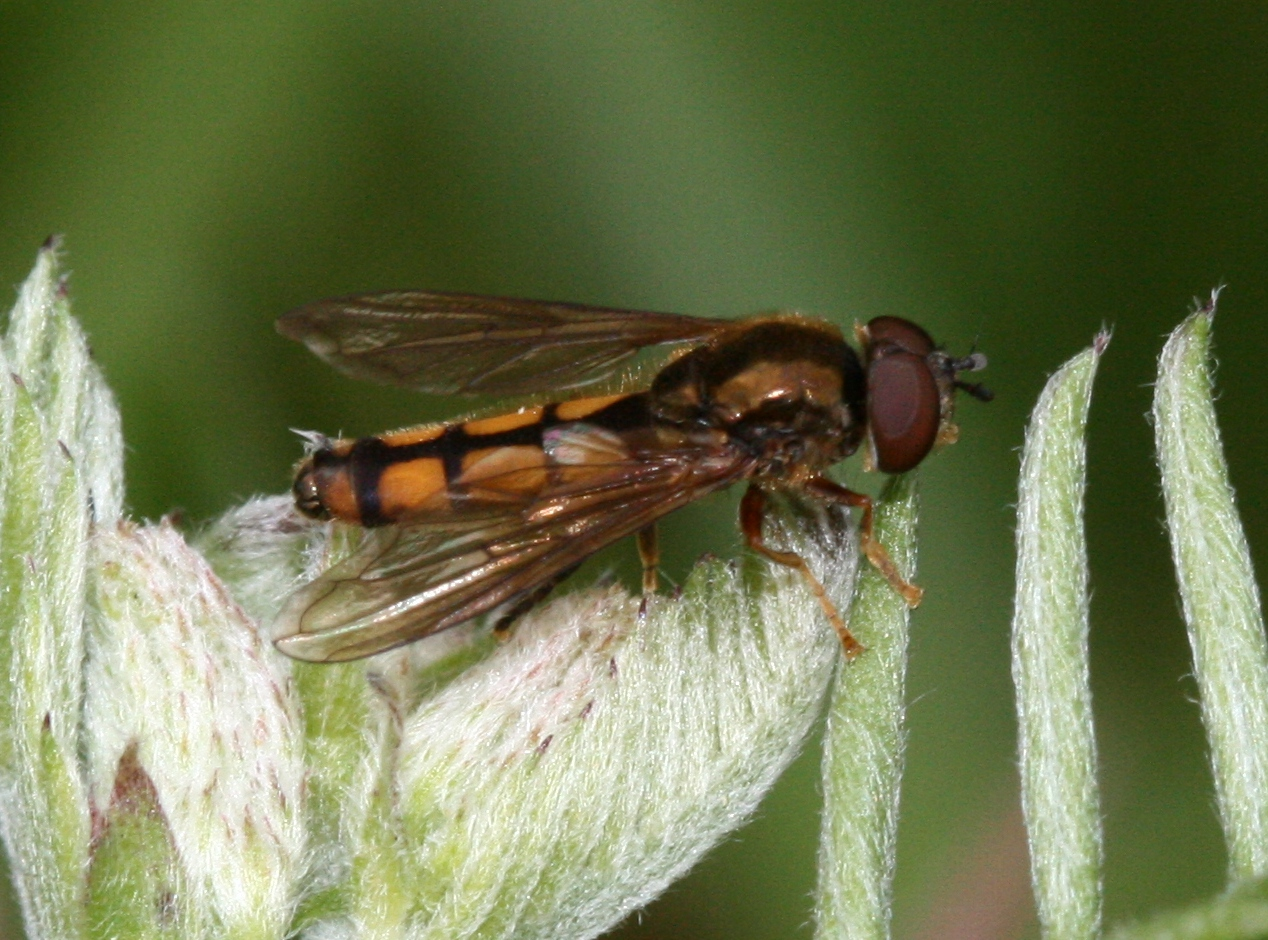
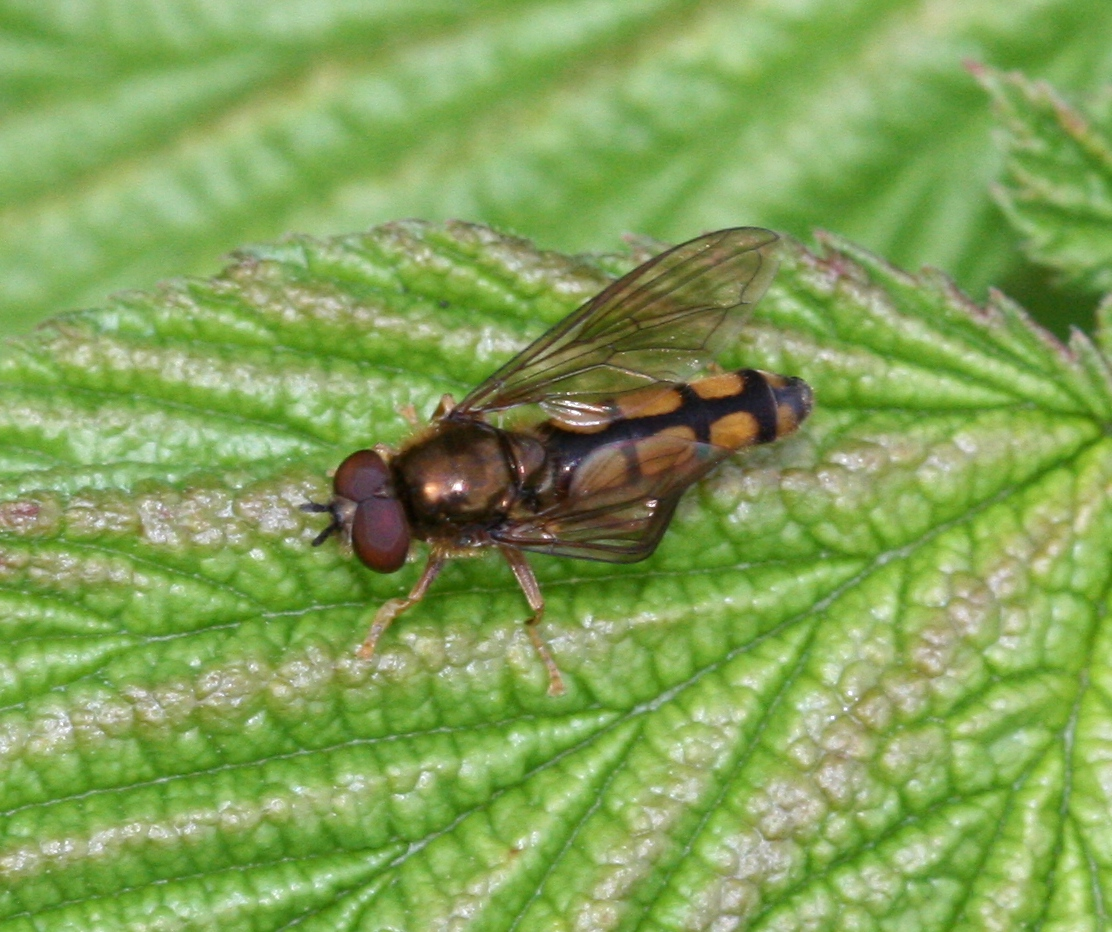
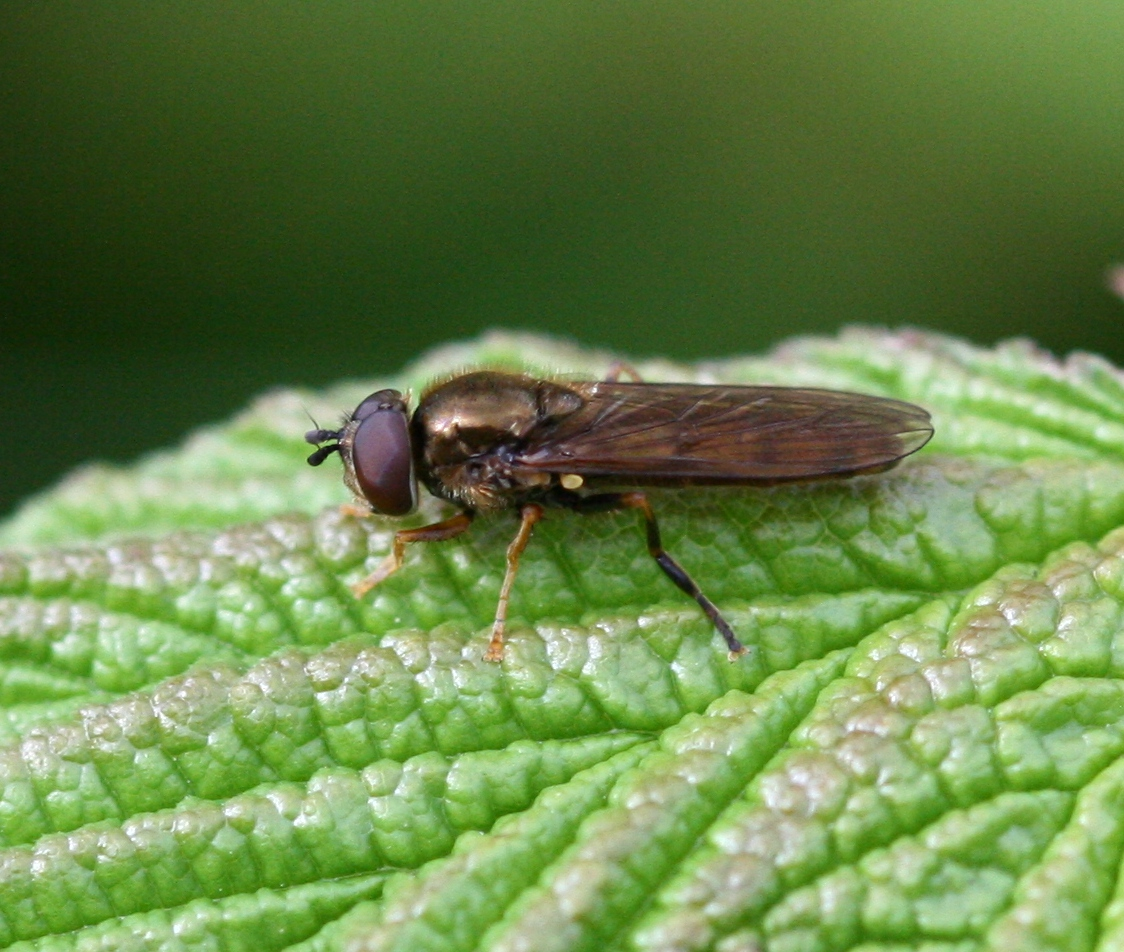
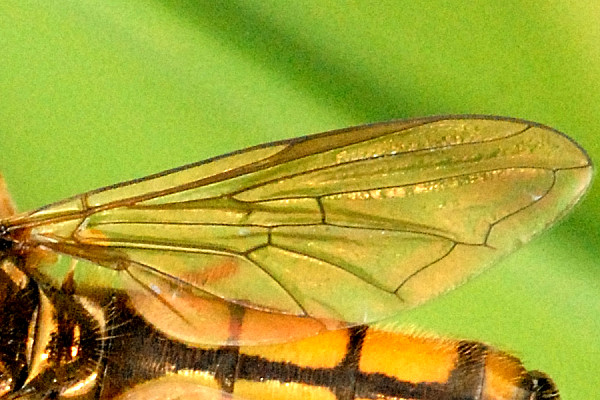
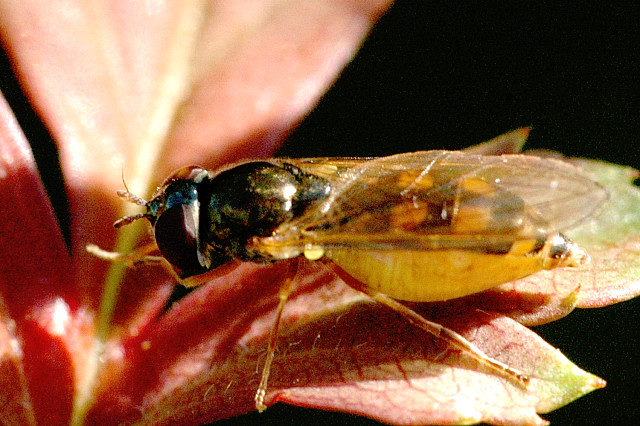
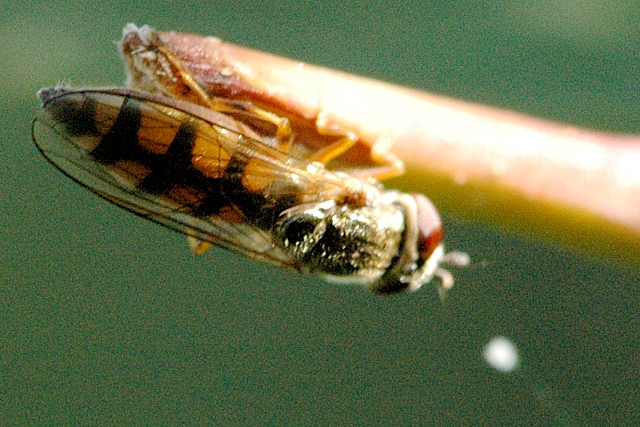